# Ala I Ulpia Contariorum

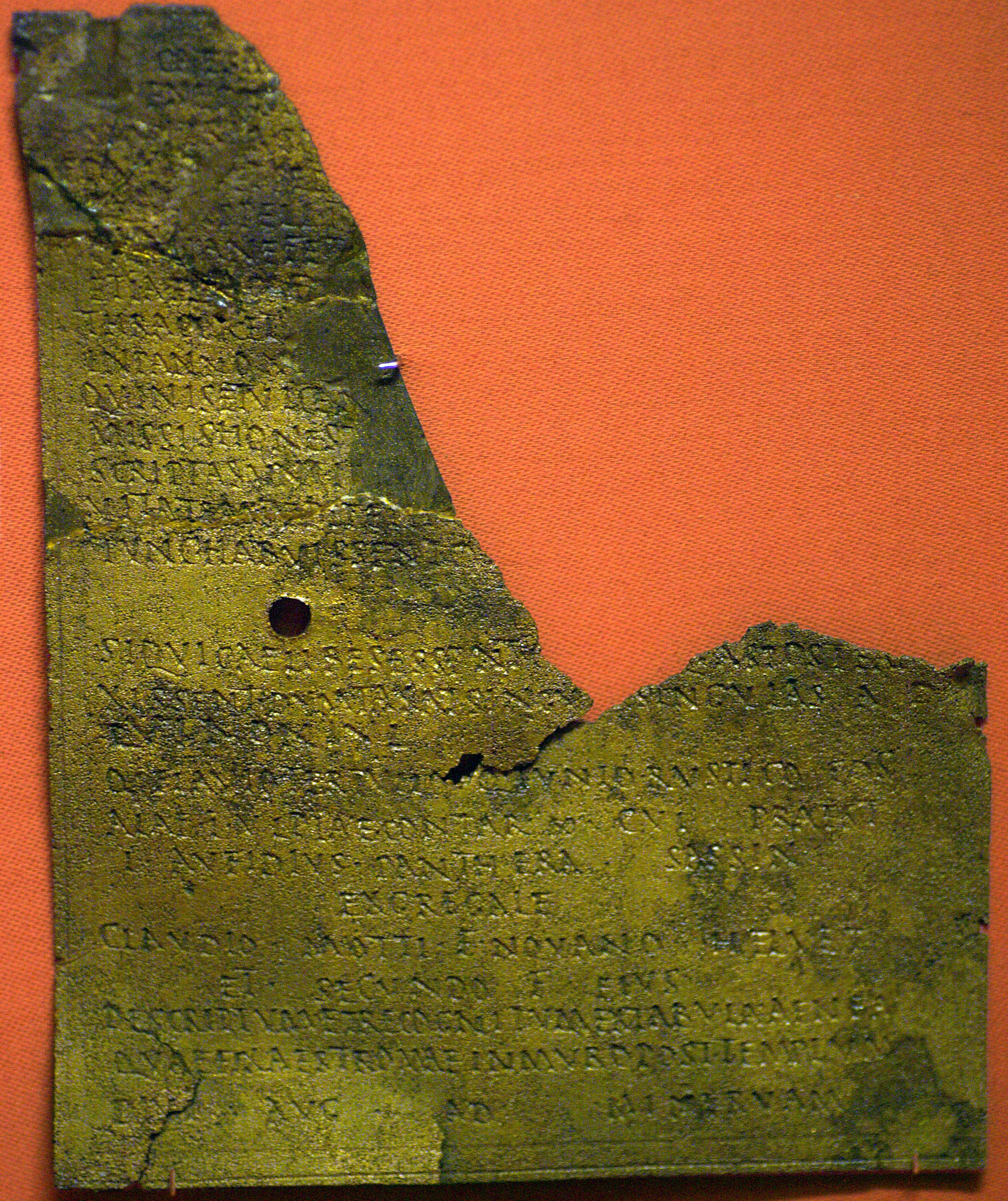
Das Militärdiplom vom 2. Juli 133 n. Chr.

Die Ala I Ulpia Contariorum [milliaria] [civium Romanorum] [Antoniniana] [Gordiana] (deutsch 1. Ala die Ulpische der Contarii [1000 Mann] [der römischen Bürger] [die Antoninianische] [die Gordianische]) war eine römische Auxiliareinheit. Sie ist durch Militärdiplome und Inschriften belegt. In einigen Inschriften wird sie als Ala Contariorum bezeichnet.

## Namensbestandteile
- Ala: Die Ala war eine Reitereinheit der Auxiliartruppen in der römischen Armee.

- I: Die römische Zahl steht für die Ordnungszahl die erste (lateinisch prima). Daher wird der Name dieser Militäreinheit als Ala prima .. ausgesprochen.

- Ulpia: die Ulpische. Die Ehrenbezeichnung bezieht sich auf Kaiser Trajan, dessen vollständiger Name Marcus Ulpius Traianus lautet.

- Contariorum: der Contarii. Ein Contarius war mit einer langen Stosslanze, dem Contus, bewaffnet.

- milliaria: 1000 Mann. Der Zusatz kommt in den Militärdiplomen von 112 bis 161 und in einigen Inschriften[2] vor. In den Militärdiplomen und Inschriften wird bis auf eine Ausnahme statt milliaria das Zeichen {\displaystyle \infty } verwendet.

- civium Romanorum: der römischen Bürger. Den Soldaten der Einheit war das römische Bürgerrecht zu einem bestimmten Zeitpunkt verliehen worden. Für Soldaten, die nach diesem Zeitpunkt in die Einheit aufgenommen wurden, galt dies aber nicht. Sie erhielten das römische Bürgerrecht erst mit ihrem ehrenvollen Abschied (Honesta missio) nach 25 Dienstjahren. Der Zusatz kommt in dem Militärdiplom von 137/139 und in drei Inschriften[3] vor.[A 1]

- Antoniniana: die Antoninianische. Eine Ehrenbezeichnung, die sich auf Caracalla (211–217) oder auf Elagabal (218–222) bezieht. Der Zusatz kommt in einer Inschrift[4] vor.

- Gordiana: die Gordianische. Eine Ehrenbezeichnung, die sich auf Gordian III. (238–244) bezieht. Der Zusatz kommt in der Entlassungsurkunde[5] von 240 vor.

Die Einheit war eine Ala milliaria. Die Sollstärke der Ala lag bei 720 Mann, bestehend aus 24 Turmae mit jeweils 30 Reitern.

## Geschichte
Die Ala war in den Provinzen Pannonia superior und Dacia superior stationiert. Sie ist auf Militärdiplomen für die Jahre 112 bis 161 n. Chr. aufgeführt.
Die Einheit wurde entweder durch Trajan (98–117) neu aufgestellt oder eine bereits zuvor bestehende Einheit wurde von ihm durch den Namenszusatz Ulpia geehrt. Der erste Nachweis der Einheit in Pannonia superior beruht auf einem Diplom, das auf 112 datiert ist. In dem Diplom wird die Ala als Teil der Truppen (siehe Römische Streitkräfte in Pannonia superior) aufgeführt, die in der Provinz stationiert waren. Weitere Diplome, die auf 126 bis 161 datiert sind, belegen die Einheit in derselben Provinz.
Durch mehrere Diplome ist die Einheit im Jahr 121 in der Provinz Dacia superior nachgewiesen. In den Diplomen wird die Ala als Teil der Truppen (siehe Römische Streitkräfte in Dacia superior) aufgeführt, die in der Provinz stationiert waren. Sie wurde vermutlich zu Anfang der Regierungszeit von Hadrian (117–138) nach Dacia superior verlegt, um dort am Kampf gegen die Jazygen teilzunehmen. Spätestens ab 126 war sie wieder in Pannonia superior.
Aus den beiden Diplomen von 150 und 151 geht hervor, dass die Ala (bzw. eine Vexillation derselben) vorübergehend von Pannonia superior nach Mauretania Caesariensis verlegt worden war, um an der Niederschlagung eines Aufstands teilzunehmen; dort wurden auch Inschriften der Einheit gefunden.
Die Einheit war bis in die ersten Jahrzehnte des 3. Jhd. in Arrabona stationiert. Der letzte Nachweis der Einheit beruht auf einer Inschrift, die auf den 21. April 252 datiert ist und die in Apameia in der Provinz Syria gefunden wurden.

## Standorte
Standorte der Ala in Pannonia und Syria waren:
- Apameia: mehrere Inschriften[16] wurden hier gefunden.
- Arrabona (Győr): mehrere Inschriften[17] wurden hier gefunden.

Inschriften wurden noch an weiteren Orten in Pannonia gefunden.

## Angehörige der Ala
Folgende Angehörige der Ala sind bekannt:

### Kommandeure
| - []lius Caianus, ein Präfekt (AE 1908, 46) - Albucius Candidus, ein Präfekt: er wird auf den Diplomen von 121 als Kommandeur genannt. - Gaius Aelius Brocchus, ein Präfekt - Lucius Aufidius Panthera: er wird auf dem Diplom von 133 als Kommandeur genannt. - Marcus Macrinius Avitus Catonius Vindex, ein Präfekt - Marcus Valerius Maximianus, ein Präfekt - Publius Herennius Niger: er wird auf dem Diplom von 134 als Kommandeur genannt. | - Quintus Planius Sardus: er wird auf dem Diplom von 126 als Kommandeur genannt. - Q(uintus) Ter(entius) Ingenuus, ein Präfekt (AE 1908, 45, CIL 3, 4359) - T(itus) Annius Maximus Pomponianus, ein Präfekt (CIL 5, 5266). Er war auch Präfekt der Ala I Praetoria. - T(itus) Cnorius Sabinianus, ein Präfekt (CIL 3, 4183) - Titus Flavius Flaccus, ein Präfekt - Titus Flavius Italicus, ein Präfekt - Titus Varius Priscus, ein Präfekt |

### Sonstige
| - [?], ein Reiter (CIL 8, 21620) - Atil(ius) Crispinianus, ein Duplicarius (AE 1993, 1591) - Aur(elius) Bassus, ein Signifer (AE 1987, 955) - Aurel(ius) Bithus, ein Reiter: die Entlassungsurkunde von 240 wurde für ihn ausgestellt. - Aurel(ius) Dolens, ein Duplicarius (AE 1993, 1590) - Aur(elius) Doriso, ein Veteran und ehemaliger Stator (CIL 3, 4369) - Aur(elius) Marcus, ein Veteran (CIL 3, 4370) - Aur(elius) Octavian[us], ein Sesquiplicarius (AE 1993, 1592) - Aurel(ius) Robustianus, ein Duplicarius (AE 1993, 1590) - Aur(elius) Saturnio, ein Librarius (CIL 3, 13441) - Aur(elius) Surus, ein Salariarius (AE 1993, 1596) - Aur(elius) Te[r]es, ein Veteran (CIL 3, 4370) - Avius Iunianus (AE 1993, 1593) - Claudius Novanus, ein Soldat: das Diplom von 133 wurde für ihn ausgestellt. - Cl(audius) Varus (AE 1993, 1593) - Cl(audius) Viator, ein Duplicarius (AE 1993, 1591) | - Fl(avius) Tutor, ein Imaginifer (CIL 8, 9291) - Ignius Viatorianus, ein Stator (AE 1993, 1593) - Iul(ius) Avitianus, ein Duplicarius (AE 1993, 1590) - Iulius Valerianus, ein Reiter (AE 1993, 1589) - Luc(ilius) Vindex, ein Librarius (CIL 3, 13441) - M(arcus) Aelius Crescentinus (AE 1993, 1593) - M(arcus) Aur(elius) Valerianus, ein Vexillarius (CIL 3, 11081) - M[a]rtinus, ein Decurio (CIL 8, 21620) - M[]us Cabelus, ein Soldat: das Diplom von 134 wurde für ihn ausgestellt. - Ulp(ius) Aulucentus (CIL 3, 4378) - Ulp(ius) Eptatralis, ein Reiter (CIL 3, 4378) - Ulp(ius) Ingenu(us), ein Duplicarius (AE 1993, 1589) - Ulpius Tertius, ein Curator (CIL 8, 9291) - Ulpius Valens, ein Soldat: das Diplom von 126 wurde für ihn ausgestellt. - Ulp(ius) Variu(s) Ore, ein Veteran und ehemaliger Stator (CIL 3, 4379) - Val(erius) Saturninus, ein Veteran und ehemaliger Duplicarius (CIL 3, 4278) |